# Hole Land
Hole Land è un videogioco arcade di tipo sparatutto a schermata fissa, sviluppato e pubblicato da Tecfri nel 1984. Si tratta del più fortunato titolo di quest'azienda spagnola.

## Modalità di gioco
Il giocatore controlla un variopinto robot di aspetto simile a un cavaliere medievale in armatura, in grado di sparare raggi laser, di saltare e di spostarsi lateralmente. Lo scopo del gioco è quello di uccidere tutti i nemici che appaiono, in tre campi disseminati di buche. Nel primo livello bisogna far fuoco contro due differenti specie di creature aliene, mentre nel secondo i nemici da eliminare sono fantasmi e serpenti. Il terzo livello vede invece il robot fronteggiare i Microon (versioni rimpicciolite delle due tipologie di alieni), alcuni topi e da ultimo un mostro gobbo, che è l'unico boss del gioco. Caratteristica di tutti i nemici è quella di apparire sullo sfondo, per poi avvicinarsi sempre più al robot; durante il loro avanzare i nemici comuni possono nascondersi nelle buche. Nel terzo livello, prima dell'ingresso del boss, appariranno numerosi ragni, invulnerabili: i ragni neri possono trarre in salvo il robot se esso vi salterà sopra per evitare i nemici eventualmente arrivati nell'area in cui si trova; quelli rossi invece non vanno assolutamente toccati altrimenti il robot rimarrà bloccato per tre secondi esponendosi così al pericolo.
Solo il contatto diretto con un nemico toglie direttamente una vita. Il robot deve comunque cercare di schivare sia le bombe che gli lanciano i nemici comuni, sia le rocce eruttate dai vulcani sullo sfondo: se viene colpito da una bomba esso per qualche secondo non potrà muoversi, se invece a colpirlo è una roccia vulcanica si troverà per alcuni istanti impossibilitato non solo a muoversi ma anche a sparare. A sbloccare queste situazioni pericolose interviene ogni volta un meccanico nano che effettuerà appunto le riparazioni del caso. Curiosamente il nemico meno temibile è proprio il boss, che nel suo avvicinarsi al personaggio giocante attacca lanciando schegge di legno ricoperte di fango: se con esse colpisce il robot, questo resterà stordito solo per un secondo, riprendendosi dunque immediatamente, senza dover ricorrere al meccanico. Qualora però il boss raggiungesse il bordo dell'area in cui si trova il robot, la situazione si farà estremamente complicata, col mostro che inizierà a saltellare in senso orizzontale per poi piombare inesorabilmente sul protagonista non appena l'avrà incrociato. Per uccidere ogni nemico comune è sufficiente un unico colpo, mentre il boss muore solo quando il robot sarà riuscito a staccargli tutti i denti.
Le vite sono tre, aumentabili al raggiungimento di determinati punteggi. Dopo la sconfitta del boss, il gioco riprende dal primo livello, con difficoltà maggiore.